# Miyako, Iwate
Miyako (宮古市 Miyako-shi) là một thành phố thuộc tỉnh Iwate, Nhật Bản.